# Kusu (myszy)
Kusu (Arvicanthis) – rodzaj ssaków z podrodziny myszy (Murinae) w obrębie rodziny myszowatych (Muridae).

## Rozmieszczenie geograficzne
Rodzaj obejmuje gatunki występujące w Afryce i na Półwyspie Arabskim.

## Morfologia
Długość ciała (bez ogona) 115–188 mm, długość ogona 88–159 mm, długość ucha 13–24 mm, długość tylnej stopy 22–38 mm; masa ciała 48–180 g.

## Systematyka
Rodzaj zdefiniował w 1842 roku francuski zoolog René Lesson w publikacji swojego autorstwa o tytule Nowa tabela królestwa zwierząt: ssaki. Gatunkiem typowym jest (oznaczenie monotypowe) kusu nilowy (A. niloticus). 

### Etymologia
- Arvicanthis (Arviacanthis): rodzaj Arvicola Lacépède, 1799 (karczownik); łac. acanthis ‘kręgosłup’[9].
- Isomys: gr. ισος isos ‘jednakowy, podobny’; μυς mus, μυος muos ‘mysz’[10]. Gatunek typowy: Sundevall wymienił dwa gatunki – Isomys testicularis Sundevall, 1843 (= Lemmus niloticus É. Geoffroy Saint-Hilaire, 1803) i Hypudaeus variegatus H. Lichtenstein, 1823 (= Lemmus niloticus É. Geoffroy Saint-Hilaire, 1803) – z których gatunkiem typowym jest (późniejsze oznaczenie) Mus variegatus H. Lichtenstein, 1823 (Lemmus niloticus É. Geoffroy Saint-Hilaire, 1803).

### Podział systematyczny
Do rodzaju należą następujące żyjące współcześnie gatunki:
| Grafika | Gatunek                 | Autor i rok opisu                 | Nazwa zwyczajowa | Podgatunki         | Rozmieszczenie geograficzne | Podstawowe wymiary                             | Status IUCN |
| ------- | ----------------------- | --------------------------------- | ---------------- | ------------------ | --- | ---------------------------------------------- | ----------- |
|         | Arvicanthis rufinus     | (Temminck, 1853)                  | kusu gwinejski   | gatunek monotypowy | Gwinea na wschód do Nigerii, izolowane zapisy w północnym Kamerunie i Republice Środkowoafrykańskiej | DC: 11,5–17,7 cm DO: 12,7–14,6 cm MC: 59–168 g | LC          |
|         | Arvicanthis ansorgei    | O. Thomas, 1910                   | kusu sahelski    | gatunek monotypowy | Afryka Zachodnia od południowego Senegalu i Gwinei Bissau na wschód przez południowe Mali do Burkina Faso | DC: 12,9–17,7 cm DO: 11–15,9 cm MC: 68–180 g   | LC          |
|         | Arvicanthis neumanni    | (Matschie, 1894)                  | kusu somalijski  | gatunek monotypowy | Afryka Wschodnia od północnej Etiopii i północnej Somalii na południe do środkowej Tanzanii; zakres wysokości: 400–1500 m n.p.m. | DC: 11,5–16 cm DO: 8,8–11,8 cm MC: 48–72 g     | LC          |
|         | Arvicanthis nairobae    | J.A. Allen, 1909                  | kusu sawannowy   | gatunek monotypowy | wąski pas od środkowej i zachodniej Kenii do północnej Tanzanii; być może południowa Etiopia; zakres wysokości: około 2000 m n.p.m. | DC: 11,8–16,7 cm DO: 9,4–12,9 cm MC: 51–135 g  | LC          |
|         | Arvicanthis abyssinicus | (Rüppell, 1842)                   | kusu abisyński   | gatunek monotypowy | etiopskie wyżyny po obu stronach Wielkich Rowów Afrykańskich (Erytrea i Etiopia); zakres wysokości: 2000–3400 m n.p.m. | DC: 12,5–15 cm DO: 9,8–10,9 cm MC: 72–125 g    | LC          |
|         | Arvicanthis blicki      | Frick, 1914                       | kusu halny       | gatunek monotypowy | endemit Etiopii: góry Chilalo i Bale (na wschód od Wielkich Rowów Afrykańskich); zakres wysokości: 2750–4050 m n.p.m. | DC: 16–17,5 cm DO: 10,2–11,2 cm MC: 40–150 g   | NT          |
|         | Arvicanthis niloticus   | (É. Geoffroy Saint-Hilaire, 1803) | kusu nilowy      | gatunek monotypowy | od Mauretanii i Senegalu na wschód do Etiopii, na południe do Tanzanii południowo-zachodniej Zambii, na północ wzdłuż rzeki Nil do Delty Nilu (Egipt), izolowane populacje w południowo-zachodniej Arabii (Jemen); zakres wysokości: 200–1200 m n.p.m. | DC: 12,7–18,8 cm DO: 9,2–15,5 cm MC: 89–160 g  | LC          |

Kategorie IUCN:  LC  – gatunek najmniejszej troski,  NT  – gatunek bliski zagrożenia.
Opisano również gatunki wymarłe:
- Arvicanthis afoudensis Mahboubi, Surault & Benammi, 2022[14] (Maroko; miocen)
- Arvicanthis arambourgi Jaeger, 1976[15] (Tanzania; plejstocen)
- Arvicanthis broekhuisi Hordijk & Bruijn, 2009[16] (Grecja; miocen–pliocen)
- Arvicanthis musisii Mein, 1994[17] (Uganda; pliocen)
- Arvicanthis primaevus Jaeger, 1976[15] (Tanzania; plejstocen)